# Biskupi Winchesteru
Lista biskupów Winchesteru
- 662–666: Wini
- 670–676: Leuter
- 676–705: Hædde
- 705–744: Daniel
- 744–752: Hunfryt
- 754–768: Cynehard
- 768–768: Æthelhard
- 768–783: Ecgbald
- 783–783: Dudd
- 783–802: Cynebert
- 802–809: Ealhmund
- 809–833: Withen
- 820–833: Herefryt
- 834–836: Eadmund
- 836–838: Edhun
- 838–846: Helmstan
- 852–862: Switun
- 864–875: Ealhferth
- 875–878: Tunbert
- 879–909: Denewulf
- 909–931: Fritestan
- 931–934: Byrnstan
- 934–951: Alphege I Łysy
- 951–959: Aelfsige I
- 960–963: Beorhthelm
- 963–984: Æthelwold I
- 984–1006: Alphege II
- 1006–1006: Cenwulf
- 1006–1013: Æthelwold II
- 1013–1032: Aelfsige II
- 1032–1047: Ælfwine
- 1047–1070: Stigand
- 1070–1098: Walkelin
- 1100–1129: William Giffard
- 1129–1171: Henryk z Blois
- 1173–1188: Richard z Ilchester
- 1189–1204: Godfrey de Lucy
- 1205–1205: Richard Poore
- 1205–1238: Peter des Roches
- 1238–1239: Ralph Neville
- 1242–1250: William de Raley
- 1250–1260: Aymer de Valence
- 1261–1262: Andrew z Londynu
- 1261–1262: William de Taunton
- 1262–1268: John Gervais
- 1268–1280: Nicholas z Ely
- 1280–1280: Robert Burnell
- 1280–1282: Richard de la More
- 1282–1304: John z Pontoise
- 1305–1316: Henry Woodlock
- 1316–1319: John Sandale
- 1319–1323: Rigaud z Assier
- 1323–1333: John de Stratford
- 1333–1345: Adam Orleton
- 1345–1366: William Edington
- 1366–1404: William z Wykeham
- 1404–1447: Henryk Beaufort
- 1447–1486: William Waynflete
- 1487–1492: Peter Courtenay
- 1493–1501: Thomas Langton
- 1501–1528: Richard Foxe
- 1529–1530: Thomas Wolsey
- 1531–1551: Stephen Gardiner
- 1551–1553: John Ponet
- 1553–1555: Stephen Gardiner
- 1556–1559: John White
- 1560–1580: Robert Horne
- 1580–1584: John Watson
- 1584–1594: Thomas Cooper
- 1594–1595: William Wickham
- 1595–1596: William Day
- 1597–1616: Thomas Bilson
- 1616–1618: James Montague
- 1618–1626: Lancelot Andrewes
- 1628–1631: Richard Neile
- 1632–1647: William Curle
- 1660–1662: Brian Duppa
- 1662–1684: George Morley
- 1684–1706: Peter Mews
- 1707–1721: Jonathan Trelawny
- 1721–1723: Charles Trimnell
- 1723–1734: Richard Willis
- 1734–1761: Benjamin Hoadly
- 1761–1781: John Thomas
- 1781–1820: Brownlow North

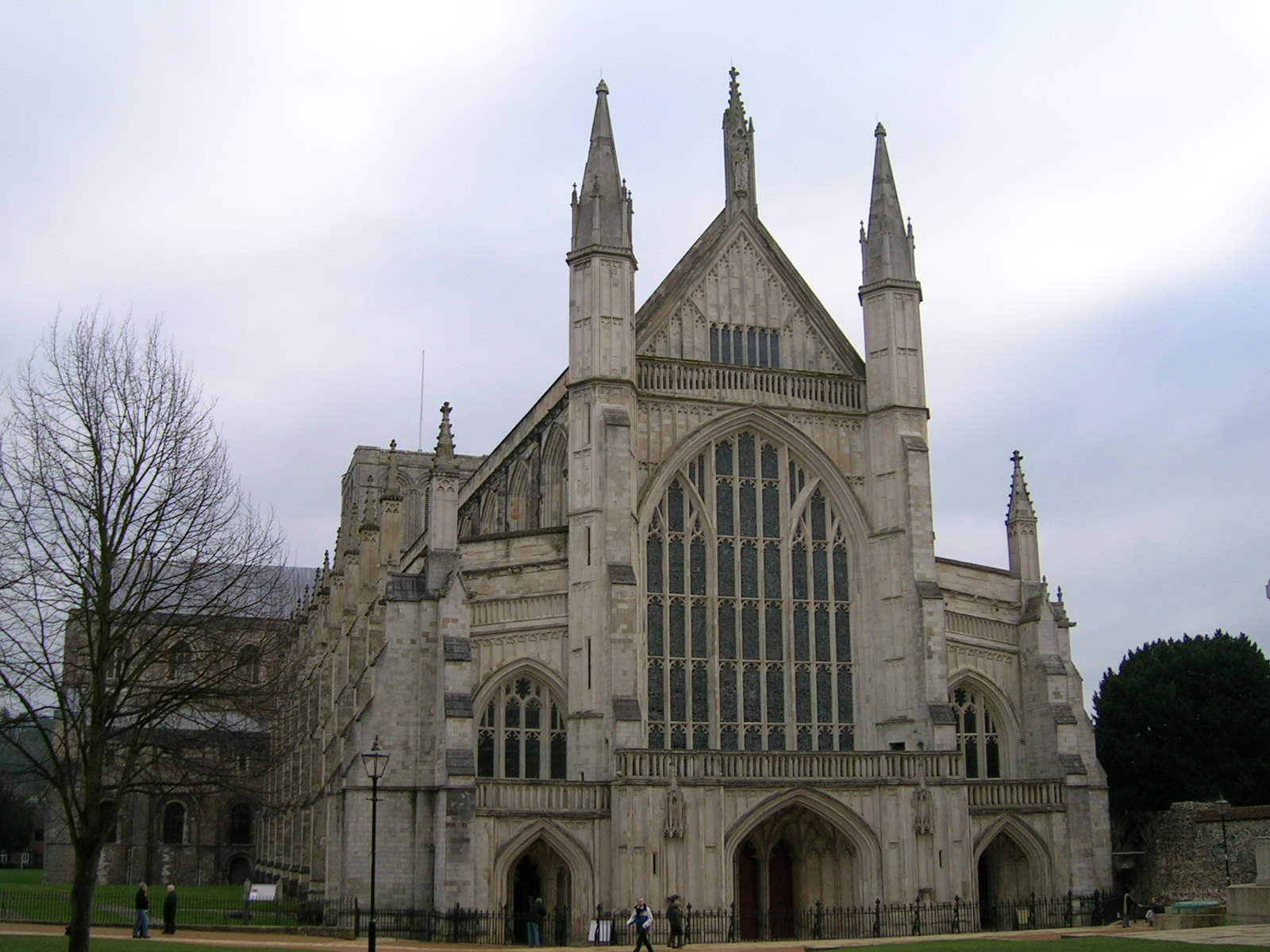
Katedra w Winchester.

- 1820–1827: George Pretyman Tomline
- 1827–1869: Charles Richard Sumner
- 1869–1873: Samuel Wilberforce
- 1873–1891: Edward Harold Browne
- 1891–1895: Anthony Wilson Thorold
- 1895–1903: Randall Davidson
- 1903–1911: Herbert Edward Ryle
- 1911–1923: Edward Stuart Talbot
- 1923–1932: Frank Theodore Woods
- 1932–1942: Cyril Garbett
- 1942–1952: Mervyn George Haigh
- 1952–1961: Alwyn Williams
- 1961–1975: Sherard Allison
- 1975–1985: John Vernon Taylor
- 1985–1995: Colin James
- 1995 –: Michael Scott-Joynt